# Flupentixol
Le flupentixol (Fluanxol) est un antipsychotique de première génération.